# Malesian Orchid Genera Illustrated
De Malesian Orchid Genera Illustrated is een project van het Nationaal Herbarium Nederland (NHN). Het is een geïllustreerde website van orchideeën uit Malesië, een botanische regio bestaande uit Maleisië, Singapore, Indonesië, Brunei, de Filipijnen, Oost-Timor en Nieuw-Guinea. 
In dit gebied zijn orchideeën de dominante plantenfamilie, met meer dan 200 geslachten en ongeveer 6.000 soorten. Op de website wordt getracht een foto van ten minste één soort van elk geslacht te tonen, samen met basisinformatie over het geslacht, zoals de taxonomische positie, het aantal soorten en het verspreidingsgebied. De website volgt de taxonomie zoals beschreven door Pridgeon et al. in het standaardwerk over orchideeën Genera Orchidacearum (1999).
Eind 2009 waren er ongeveer 886 soorten van 139 geslachten in de website opgenomen.
De website wordt beheerd door medewerkers van het NHN en van de Hortus botanicus Leiden, waaronder André Schuiteman, Ed de Vogel, Jaap Jan Vermeulen, Paul Keßler en Art Vogel.